# Cellana talcosa
Cellana talcosa är en snäckart som först beskrevs av Gould 1846.  Cellana talcosa ingår i släktet Cellana och familjen Nacellidae. Inga underarter finns listade i Catalogue of Life.